# Ernest Furió i Navarro
Ernest Furió Navarro (València, 9 de març de 1902 - València, 1 de març de 1995) fou un pintor i gravador valencià. Dedicà la major part de la seua vida a perfeccionar-se en la tècnica del gravat calcogràfic, amb estades a París, el 1930, i a Itàlia, pensionat pel govern espanyol, el 1957, però en els paisatges i figures rurals dels seus darrers anys demostrà ser també un excel·lent aquarel·lista. Considerat com el gravador valencià més important de la postguerra, la seua obra, amb temes referents al paisatge urbà i monumental, és «minuciosa, figurativa, molt matisada», i la influència que exercí sobre els seus deixebles (el més destacable dels quals fou Manolo Gil), «bàsicament tècnica, per tal com estèticament no introduí variables teòriques significatives». Morí el 1995, als 92 anys, i fou soterrat al cementeri del Canyamelar, el barri de València en què havia nascut.

## Premis
- Primera medalla de l'Exposició Regional de Belles Arts del 1934
- Premi Nacional de Gravat del 1947, per l'obra La ilustre fregona
- Segona medalla de l'Exposició Nacional de Belles Arts del 1948, per Un carrer de Morella (aiguafort i aiguatinta)
- Primera medalla de gravat de l'Exposició Nacional de Belles Arts del 1952, per La catedral de Burgos
- Medalla de l'Agrupació Nacional d'Artistes Gravadors del 1952, per Porta de Segovia